# Jeux de la Francophonie de 1989
 (avril 2025).
Si vous disposez d'ouvrages ou d'articles de référence ou si vous connaissez des sites web de qualité traitant du thème abordé ici, merci de compléter l'article en donnant les références utiles à sa vérifiabilité et en les liant à la section « Notes et références ».
Navigation
Paris-Bondoufle
1994
Les Jeux de la Francophonie 1989, Iers Jeux de la Francophonie, se sont déroulés du 8 au 22 juillet 1989 à Casablanca et à Rabat, au Maroc.

## Sports représentés
| Sport       | Genre            | Résultats |
| ----------- | ---------------- | --------- |
| Athlétisme  | Hommes et Femmes | détails   |
| Basket-ball | Femmes           | détails   |
| Football    | Hommes           | détails   |
| Judo        | Femmes et Hommes | détails   |

## Médailles
Vingt-et-une équipes ont obtenu au moins une médaille :
| Rang  | Pays                | 00Or00 | Argent | Bronze | 0Total0 |
| ----- | ------------------- | ------ | ------ | ------ | ------- |
| 1     | France              | 34     | 25     | 18     | 77      |
| 2     | Canada              | 9      | 15     | 20     | 44      |
| 3     | Maroc               | 7      | 8      | 6      | 21      |
| 4     | Sénégal             | 3      | 3      | 4      | 10      |
| 5     | Québec              | 2      | 4      | 8      | 14      |
| 6     | Wallonie-Bruxelles  | 2      | 1      | 5      | 8       |
| 7     | Djibouti            | 1      | 1      | 1      | 3       |
| 7     | Égypte              | 1      | 1      | 1      | 3       |
| 7     | Madagascar          | 1      | 1      | 1      | 3       |
| 7     | Rwanda              | 1      | 1      | 1      | 3       |
| 11    | Côte d'Ivoire       | 1      | 0      | 3      | 4       |
| 12    | République du Congo | 1      | 0      | 1      | 2       |
| 12    | Suisse              | 1      | 0      | 1      | 2       |
| 14    | Togo                | 1      | 0      | 0      | 1       |
| 15    | Tunisie             | 0      | 2      | 2      | 4       |
| 16    | Gabon               | 0      | 1      | 2      | 3       |
| 17    | Luxembourg          | 0      | 1      | 1      | 2       |
| 17    | Nouveau-Brunswick   | 0      | 1      | 1      | 2       |
| 19    | Maurice             | 0      | 0      | 2      | 2       |
| 20    | Burkina Faso        | 0      | 0      | 1      | 1       |
| 20    | Mali                | 0      | 0      | 1      | 1       |
| Total | Total               | 65     | 65     | 80     | 210     |

## Délégations non médaillées
Les pays revenus non médaillés sont les suivants :
- Bénin
- Burundi
- Cameroun
- République centrafricaine
- Tchad
- Comores
- République démocratique du Congo
- Dominique
- Guinée
- Guinée-Bissau
- Liban
- Monaco
- Niger
- Sainte-Lucie
- Seychelles
- Viêt Nam